# Aliança das Agências de Informação de Língua Portuguesa

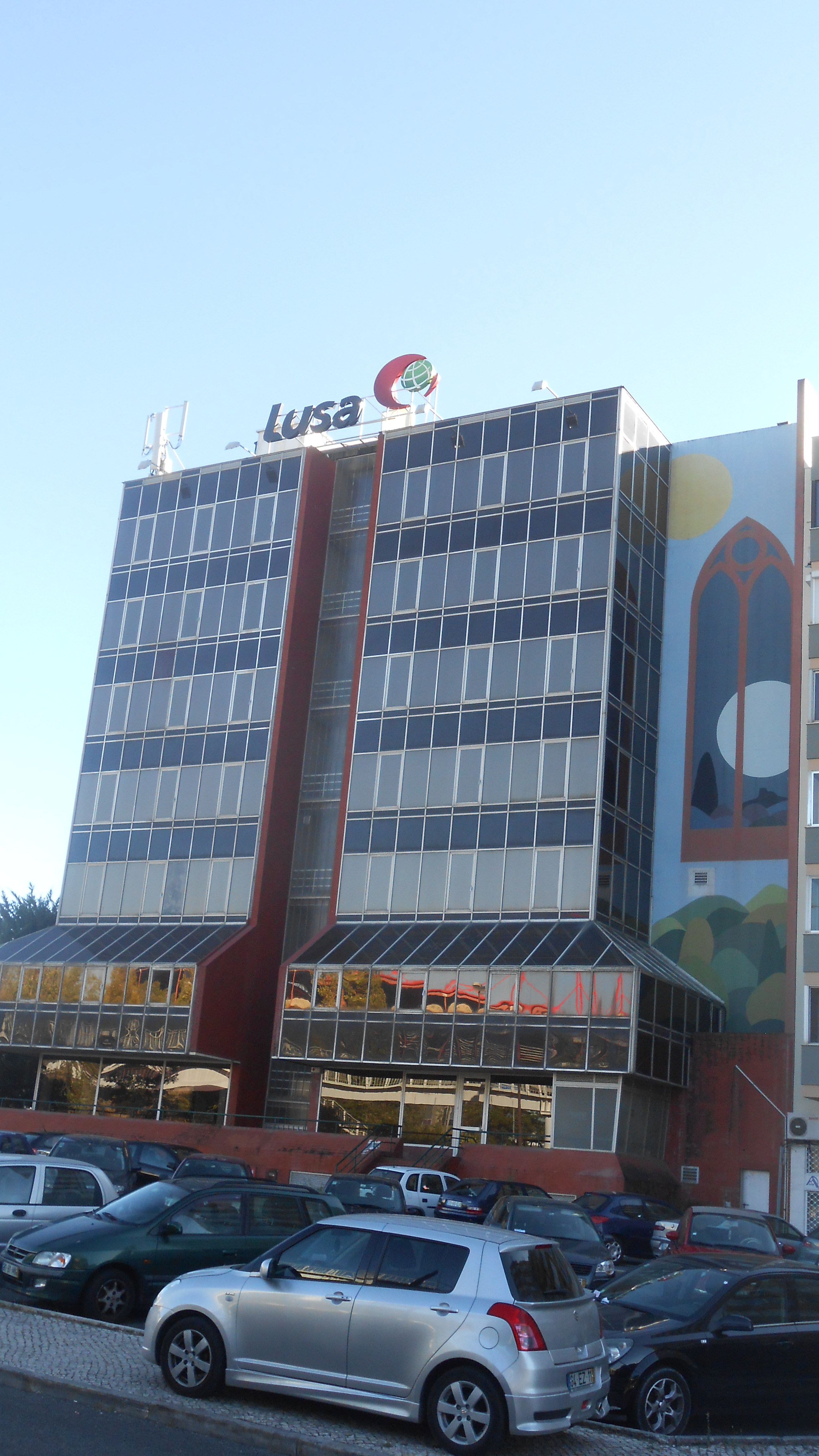
Gebäude der Lusa in Lissabon, Sitz der ALP

Die Aliança das Agências de Informação de Língua Portuguesa (ALP, deutsch Vereinigung der portugiesischsprachigen Nachrichtenagenturen) ist ein Zusammenschluss der offiziellen Nachrichtenagenturen der Staaten Portugiesischer Sprache.
Ziel der Vereinigung ist u. a. die gegenseitige Unterstützung in der demokratischen Entwicklung und der Wahrung der Menschenrechte, und die freie und möglichst weitreichende Verbreitung von Nachrichten. Gegenseitige Entwicklungszusammenarbeit in Ausbildung und technischer Ausstattung gehört zu den weiteren Zielen.

## Geschichte
Die Allianz wurde auf dem Kommunikationsforum der Gemeinschaft der Portugiesischsprachigen Länder (CPLP) im Juli 1996 in Lissabon gegründet, Gründungsmitglieder waren die Nachrichtenagenturen der damals sieben Länder mit Staatssprache Portugiesisch. Erster Präsident wurde Luís Felipe Silva, Generaldirektor der kapverdischen Cabopress.
Auf der 6. Generalversammlung der ALP Ende November 2013 am Sitz der brasilianischen Empresa Brasil de Comunicação (EBC) in Brasília vereinbarten die Mitgliedsagenturen die Schaffung einer gemeinsamen Website und später eine gemeinsame Nachrichtenagentur. Sie soll die ungleiche Entwicklung der verschiedenen Agenturen ausgleichen helfen und die teils fragilen Demokratien weiter stützen. Zu klären waren nun die Finanzierung durch die Regierungen und eine einheitliche orthographische Regelung für die Website.
Nach ihrer Gründung 2016 wurde die Agentur Osttimors in die ALP aufgenommen.

## Mitglieder
- Angola: Agência Angola Press
- Brasilien: Agência Brasil
- Guinea-Bissau: Agência de Notícias da Guiné
- Kap Verde: Agência Cabo-Verdiana de Notícias
- Mosambik: Agência de Informação de Moçambique
- Osttimor: Tatoli
- Portugal: Lusa
- São Tomé und Príncipe: STP-Press

## Präsidenten
- Luís Felipe Silva (Cabopress, Kap Verde), nach Gründung 1996
- Daniel Miguel Jorge (ANGOP, Angola)
- Nelson Breve (EBC, Brasilien), seit 2013